# Francine Lelièvre
 (janvier 2014).
Si vous disposez d'ouvrages ou d'articles de référence ou si vous connaissez des sites web de qualité traitant du thème abordé ici, merci de compléter l'article en donnant les références utiles à sa vérifiabilité et en les liant à la section « Notes et références ».
Francine Lelièvre, née à Sainte-Thérèse-de-Gaspé, au Québec, Canada, est la fondatrice et la directrice générale de Pointe-à-Callière, musée d'archéologie et d'histoire de Montréal, depuis son ouverture en 1992.

## Biographie
Francine Lelièvre possède une licence ès lettres en histoire, un Baccalauréat en pédagogie de l’Université de Montréal (1968), ainsi qu’une maîtrise en histoire de l’Université Laval obtenue en 1972. Elle a commencé sa carrière à Parcs Canada où elle a fait sa marque, de 1982 à 1986, comme Chef des services d’interprétation, d’animation et de mise en valeur du patrimoine pour le Québec, soit une trentaine de lieux historiques et de parcs nationaux, dont le site de Grande-Grave, au parc national Forillon en Gaspésie et le lieu historique national Louis-S.-St-Laurent à Compton en Estrie. 
En 1986 elle se joint à l’équipe fondatrice du Musée de la civilisation à Québec à titre de Directrice des expositions où elle a assumé la responsabilité de la planification, de la réalisation et de l’exploitation des activités reliées à la recherche, à la programmation, aux expositions, aux événements et aux publications.
Francine Lelièvre fonde et préside en 1987 la firme PROCESSUS inc. où elle agit pour de très nombreux clients comme maître-d’œuvre dans la réalisation d’études, de programmations et de construction d’institutions culturelles, patrimoniales et touristiques au Québec, au Canada et à l’étranger. Elle a travaillé pour divers musées et institutions dont le Musée de la civilisation gallo-romaine de Lyon (France), le Musée archéologique de Saint-Romain en Gal (France), le ministère de l’Environnement du Canada, le Pavillon du Québec à l’exposition internationale de Séville en Espagne, le Musée national de la civilisation à Québec, le Musée de l’audio-visuel de Montreux (Suisse), le ministère des Affaires culturelles du Québec, la Société immobilière du patrimoine architectural de Montréal, etc. De 1989 à 1992, elle agit comme directrice de projet pour Pointe-à-Callière, musée d’archéologie et d’histoire de Montréal. 
Fondatrice de cette nouvelle institution, elle devient en 1992, la directrice générale de Pointe-à-Callière, musée d’archéologie et d’histoire de Montréal un musée construit sur le lieu même de la fondation de Montréal, et qui est à la fois un site archéologique et historique d’envergure national reconnu par le gouvernement du Québec et du Canada. Depuis sa création, le Musée a reçu plus de 80 prix, dont 15 internationaux.

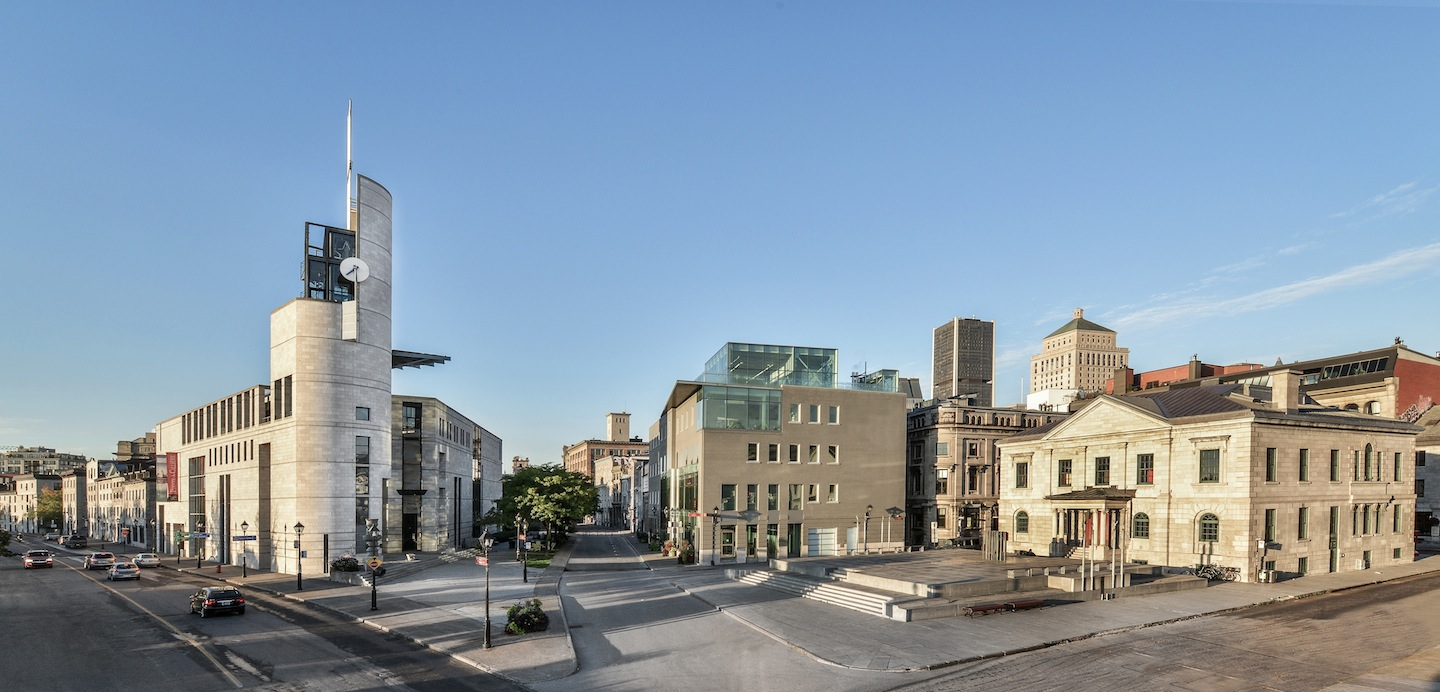
Pointe-à-Callière, cité d'archéologie et d'histoire de Montréal

Francine Lelièvre a utilisé depuis les débuts de sa carrière les nouvelles technologies pour mieux présenter et faire connaître aux visiteurs des contenus historiques et archéologiques et transmettre le passé par des moyens de communication d’avant-garde. Elle a également dirigé les efforts de recherche qui ont permis de trouver et d’implanter des méthodes novatrices de conservation afin de préserver les vestiges du premier cimetière catholique de Montréal (1643-1654) et ceux de la crypte archéologique. Elle est aussi à l’origine de la création de l’École de fouilles archéologiques de Pointe-à-Callière, en partenariat avec l’Université de Montréal, afin de développer la connaissance en archéologie historique et urbaine.
Poursuivant le développement et la mission de Pointe-à-Callière, Francine Lelièvre est l’instigatrice d’un projet d’envergure, celui de la création de la Cité d’archéologie et d’histoire de Montréal, un attrait culturel et touristique d’envergure. Ce projet regroupera une dizaine de lieux et bâtiments historiques majeurs et uniques qui seront conservés et mis en valeur dans le Vieux-Montréal. Ce legs patrimonial vise à marquer le 375e anniversaire de la fondation de Montréal en 2017. L’ouverture récente de la Maison-des-Marins est la première étape complétée de ce nouvel attrait touristique en devenir.

## Commissariat et programmation d’expositions
Expositions permanentes
- Pirates ou corsaires? - de 2013 à aujourd'hui
- Signé Montréal (spectacle multimédia) - de 2011 à aujourd'hui
- Les Amours de Montréal - de 2005 à 2013
- Si Montréal m'était conté (spectacle multimédia) - de 2000 à 2010
- Du wampum à la carte de crédit - de 1992 à 2004
- Montréal, carrefour d'échanges et de commerce (spectacle multimédia) - de 1992 à 1999
- Ici naquit Montréal - de 1992 à aujourd'hui

Expositions temporaires
- Les Beatles à Montréal - 2013-2014
- Vies de Plateau - 2013-2014
- Les Routes du thé - 2013
- Samouraïs – La prestigieuse collection de Richard Béliveau -  2012- 2013
- Les Étrusques – Civilisation de l’Italie ancienne - 2012
- Couleurs de l’Inde -  2011 - 2012
- À ta santé, César! Le vin chez les Gaulois - 2011
- La rue Sainte-Catherine fait la une!  - 2010-2011
- Île de Pâques, le grand voyage - 2010
- 100 ans sous terre - 2010
- Sur le chemin des légendes avec Jean-Claude Dupont, à La Pulperie de Chicoutimi/Musée régional - 2010
- Pirates, corsaires et flibustiers - 2010
- Costa Rica, terre de merveilles - 2008-2009
- France, Nouvelle-France, Naissance d’un peuple français en Amérique -  2008
- 1837-1838 Rébellions – Patriotes vs Loyaux – 2007-2008
- Premières Nations, collections royales de France - 2007
- Iroquoiens du Saint-Laurent, peuple du maïs – 2006-2007
- Japon - 2006
- Jules Verne, le roman de la mer - 2005-2006
- Rencontres en Gaule romaine - 2005
- Lumières sur le Vieux-Montréal - 2004-2005
- Océanie - 2004
- Rêves et réalités au canal de Lachine - 2003-2004
- L’archéologie et la Bible – Du roi David aux manuscrits de la mer Morte -  2003
- VARNA – Premier or du monde, secrets anciens - 2002-2003
- Saint-Laurent, la Main de Montréal - 2002
- Mystères des Mochicas du Pérou - 2001-2002
- 1701 La Grande Paix de Montréal - 2001
- Africa Musica - 2000-2001
- 1690 L’attaque de Québec : Une épave raconte - 2000
- Trésors d’Italie du Sud – Basilicate, terre de lumière - 1999-2000
- Trésors des steppes d’Ukraine -1998-1999
- L’usure du temps. La restauration des objets du patrimoine de France - 1998
- Crucifixion : un témoin archéologique unique de Jérusalem - 1998

## Publications et articles
Francine Lelièvre est l’auteure de plusieurs publications et articles publiés portant sur l’histoire, l’archéologie, le patrimoine, la muséographie, les communications ou le tourisme. Au cours de sa carrière, elle a dirigé une quarantaine de publications qui accompagnaient des expositions ou traitaient de sujets reliés aux thèmes mentionnés ci-haut.
Direction de publications
Parcs Canada
- Film court métrage : On regardait toujours vers la mer, Grande-Grave, Parc national  Forillon

Musée de la Civilisation (Québec)
- Le grand monde de la marionnette, Québec, 1988
- Un nouveau musée à Québec, 1988
- Premier contact, octobre 1987
- Un monde peuplé d’animaux, 1987
- Vélo-clip Rétrop, Petite histoire du cyclisme au Québec, 1987

Pointe-à-Callière, musée d’archéologie et d’histoire de Montréal
- Les Beatles à Montréal, Pointe-à-Callière, 2013
- Les Étrusques, Pointe-à-Callière, 2012
- Samouraïs – La prestigieuse collection de Richard Béliveau, en partenariat avec les Éditions Librex (Trécarré), 2012
- Couleurs de l’Inde, avec le Musée des arts asiatiques de Nice, le Musée Guimet et la photographe Suzanne Held, 2012
- À ta santé César ! Le vin chez les Gaulois, avec le Musée de la civilisation Gallo-Romaine de Lyon et le Musée gallo-romain de Saint-Romain-en-Gal, 2011
- Signé Montréal, publication historique sur Montréal en lien avec le spectacle multimédia, 2011
- Légendes du Québec et Mythes et légendes des Amérindiens, avec Jean-Claude Dupont, en partenariat avec les Éditions GID, 2011
- La rue Sainte-Catherine fait la une !, 2010
- L’Île de Pâques, le grand voyage, avec le Musée national de la Marine, le Musée du Quai Branly, Paris, Rochefort, Musées royaux d’Art et d’histoire, Bruxelles, The Metropolitan Museum of Art, New York, et autres, 2010
- Costa Rica, Terre de merveilles, Musée national du Costa Rica, 2009
- Les Iroquoiens du Saint-Laurent, peuple du maïs, Pointe-à-Callière en partenariat avec les Éditions de l’homme, 2006
- Japon, Pointe-à-Callière en partenariat avec le Musée national de Tokyo, 2006
- France/Nouvelle-France, naissance d’un peuple français en Amérique, Éditions Somogy, Paris, en partenariat avec le Château des ducs de Bretagne de Nantes, 2005
- Jules Verne, le roman de la mer, Musée national de la Marine, France, 2005
- Rencontres en Gaule romaine, Infolio éditions, France, en partenariat avec le Département du Rhône, 2005
- Océanie, Musée national de préhistoire et d’ethnographie Luigi Pigorini, Montréal, 2004
- L’archéologie et la Bible, du Roi David aux manuscrits de la mer Morte, Musée d’Israël, Montréal, 2003
- VARNA, premier or du monde, secrets anciens, Collection du Musée de Varna, Montréal, 2002
- Boulevard Saint-Laurent, La main, Éditions Septentrion, Québec, 2002
- Louis-Hector de Callière, homme de guerre, homme de paix, Presses Inter Universitaires, Cap-Rouge, 2001
- La Grande Paix de Montréal : chronique d’une saga diplomatique, Éditions Libre Expression, Montréal, 2001
- Pointe-à-Callière, phase 2, étude de faisabilité, 2001
- 1690. L’attaque de Québec… Une épave raconte, Éditions Nota Bene, Montréal, 2000
- La collection Mémoire du 20e siècle, Montréal, 2000
- Montréal, une aventure urbaine, Paul Trépanier et Richard Dubé, Sainte-Foy, Éditions GID, en partenariat avec Pointe-à-Callière, musée d'archéologie et d'histoire de Montréal, 2000, 215 p.
- Africa Musica, exploration d’une collection du Musée Pigorini, Pointe-à-Callière, musée d’archéologie et d’histoire de Montréal, 1999
- Trésors des steppes d’Ukraine, Éditions Plurimédia Communications, Montréal, 1999
- Trésors d’Italie du Sud, Éditions Skira, Italie, 1999
- Montréal, par ponts et traverses, Éditions Nota bene, Montréal, 1999
- Accueillir le public à Pointe-à-Callière, guide de formation pour le personnel, 1998
- La société et le musée, l’une change, l’autre pas, actes du colloque tenu à Montréal dans le cadre des Neuvièmes entretiens du Centre Jacques-Cartier, 1996
- Chypre antique, 8000 ans de civilisation, XYZ, Montréal, 1996
- J’explore le musée, Guide de visite pour les 4, 5 et 6 ans, Montréal, 1996
- Fragments sous la ville, Les collections archéologiques de Montréal, Pointe-à-Callière, musée d’archéologie et d’histoire de Montréal, 1996
- Pointe-à-Callière, entrevue Georges Adamcyk et Dan Hanganu, François Magendie, Collection Architecture, Montréal, 1994
- Pointe-à-Callière, toute une expérience, Montréal, 1992
- Album d’images, La fondation de Montréal, Pointe-à-Callière, musée d’archéologie et d’histoire de Montréal, Montréal, 1992

## Honneurs et distinctions
Reconnaissances décernées à Francine Lelièvre
- Doctorat honoris causa remis par la Faculté des arts et des sciences de l’Université de Montréal, pour souligner son parcours exemplaire et le positionnement unique qu’elle a donné à Pointe-à-Callière, musée d’archéologie et d’histoire de Montréal, à l’échelle internationale, 2017
- Prix du service méritoire 2014 remis par l’Association des musées canadiens (AMC)
- Prix Femmes de mérite 2014 du Y des femmes de Montréal, catégorie Arts et culture
- Membre de l'Ordre national du Canada[3];
- Prix Carrière 2013 de la Société des musées québécois pour son apport exceptionnel à la muséologie, à la gestion, à la conservation, à la diffusion, à l’éducation et à la mise en valeur du patrimoine historique et archéologique du Québec[4],[5],[6];
- Grand Prix Ulysse 2013 remis par Tourisme Montréal pour souligner l’importante de sa contribution au rayonnement touristique de Montréal;
- Prix du Lieutenant-gouverneur 2012 remis par la fondation Héritage Canada pour sa contribution exceptionnelle à la conservation du patrimoine québécois et canadien[7];
- Personnalité de la Semaine, décernée par le journal La Presse, le 15 octobre, 2012[1];
- Doctorat honoris causa remis par l’Université du Québec à Montréal en reconnaissance pour sa carrière remarquable et sa contribution à la fondation et au rayonnement international de Pointe-à-Callière, musée d’archéologie et d’histoire de Montréal, 2011;
- Chevalier de l’Ordre National du Mérite de France, remis par le gouvernement français, 2008;
- Prix Femmes d’affaires du Québec, Réseau des Femmes d’affaires du Québec, catégorie Cadre ou professionnelle, organismes sans but lucratif, 2003;
- Chevalier de l’Ordre national du Québec, 2002[8];
- Médaille d’honneur de la Société historique de Montréal, 1997;
- Prix d'excellence en administration publique pour la réalisation de Pointe-à-Callière par l'ADENAP (Association des diplômés d'administration publique), 1993;
- Prix d'excellence de l'Association des musées canadiens en reconnaissance de son efficacité en tant que gestionnaire et de sa vision muséologique démontrée dans la réalisation de Pointe-à-Callière, musée d'archéologie et d'histoire de Montréal, 1993;
- Prix du mérite en interprétation du Patrimoine par l'Association québécoise d'interprétation du patrimoine pour sa contribution exceptionnelle au développement de l'interprétation du patrimoine au Québec, 1993;
- Trophée d'excellence du Collège Lasalle pour son action interculturelle dans le cadre de Pointe-à-Callière, musée d'archéologie et d'histoire de Montréal, 1993;
- Personnalité de la Semaine, décernée par le journal la Presse, 23 mai 1993.

Prix décernés à Pointe-à-Callière, musée d’archéologie et d’histoire de Montréal 
Depuis son ouverture en 1992 et sous la direction de Francine Lelièvre, le Musée a reçu plus de 80 prix prestigieux, dont une quinzaine internationaux, excluant les prix personnels qui ont été décernés à son équipe et à la direction générale du Musée. Ces prix soulignent les réalisations du Musée en muséographie, en architecture, en histoire, en archéologie et en action culturelle, éducative et communautaire, en patrimoine, en nouvelles technologies et multimédia, en communications, marketing et graphisme, et en tourisme.

## Activités professionnelles
Francine Lelièvre a été membre de jury de plusieurs concours organisés par diverses institutions et organismes :
- Association des musées canadiens (AMC)
- Association québécoise de l’interprétation du patrimoine (AQIP)
- Chambre de commerce du Montréal métropolitain
- Entreprendre - Art oratoire
- Institut de design
- Membre du jury pour Prix Alcan Salon des métiers d’art
- Réseau Femmes d’affaires du Québec
- Programme d’aide aux musées du Ministère du Patrimoine canadien
- Société historique du Canada
- Société historique de Montréal
- Société des directeurs des musées montréalais (SDMM)
- Société des musées québécois (SMQ)
- American Association of Museums (AAM)
- American Association for State and Local History (AASLH)
- Programme de subventions pour la diffusion scientifique, Ministère de la Science et de la Technologie, Québec

Très active professionnellement, elle est, ou elle a été membre des associations et organismes suivants :
- Association internationale des musées d’histoire, ICOM, World of Congress Heritage
- Membre du conseil d’administration de l’Institut national de la recherche scientifique
- Membre et vice-présidente du conseil d’administration du Festival Montréal en histoire
- Membre du comité Politique de la Société des Musées québécois (SMQ)
- Administratrice et trésorière du Committee for Education and Cultural Action (CECA)
- The International Council of Museums (ICOM)
- Présidente de la SDMM, Société des directeurs des musées de Montréal
- Membre du Comité-fondateur de Culture Montréal
- Membre du Comité tourisme de la Chambre de Commerce du Grand Montréal
- Membre du Cercle Entreprendre
- Membre du Comité construction de la Grande Bibliothèque du Québec
- Membre du conseil d’administration de la Commission de la capitale nationale du Québec
- Membre du conseil d'administration de la Société de développement de Montréal
- Membre du conseil d’administration de la Société historique du Canada
- Membre du conseil d'administration du Festival d'hiver de Montréal
- Membre du conseil d'administration et du bureau de direction de l'Office des Congrès et du Tourisme du Grand Montréal (OCTGM)
- Membre du conseil d’administration et du bureau de direction de la Commission des Lieux de mémoire France-Québec
- Membre du Cercle du Tourisme de l’Université du Québec à Montréal
- Ambassadrice de Montréal International
- Membre du conseil des partenaires du Conseil régional de développement de l'île de Montréal (CRDÎM)
- Membre du Collège Arts et Culture de Montréal
- Membre du Comité national sur l’enseignement de l’histoire dans les écoles dans le cadre de la Commission nationale sur l’éducation, rapport Se souvenir et devenir, 1996
- Fondatrice du Regroupement des musées d’histoire de Montréal
- Membre du conseil consultatif du Centre d'Entreprises du YMCA de Montréal
- Expert-conseil sur des projets de développement culturel et touristique, Ministère de l’Expansion industrielle régionale
- Membre du comité de formation, Société des musées québécois
- Conseillère pour le comité de terminologie de l’Office de la Langue française, pour le Cahier de Néologie sur l’interprétation du patrimoine